# Cmentarz wojenny w Łukowie
Cmentarz wojenny w Łukowie – zabytkowy cmentarz wojenny, zlokalizowany na Łapiguzie w Łukowie, przy ul. Strzelniczej.
Na cmentarzu co roku, dnia 15 sierpnia, odbywają się uroczyste obchody Święta Wojska Polskiego.

## Historia

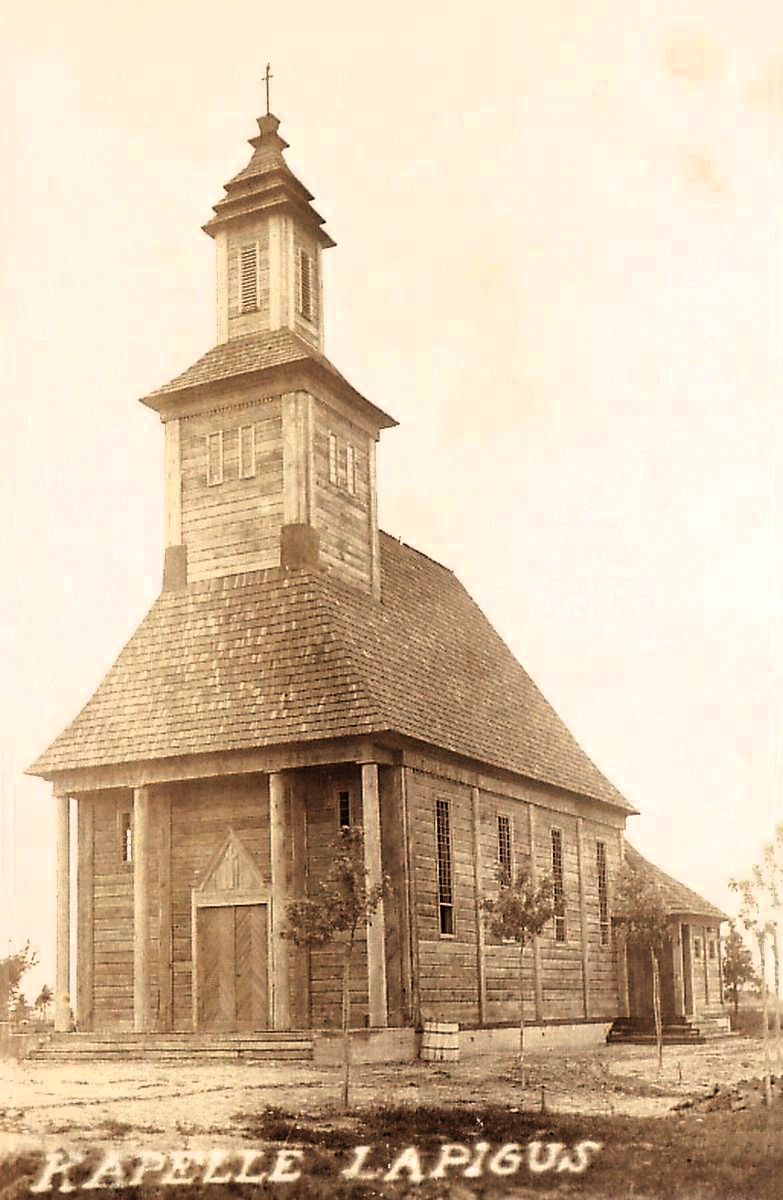
Kaplica cmentarna w 1917–1918 r. (zniszczona w 1972 r.)

Został utworzony w czasie I wojny światowej w pobliżu rosyjskich koszar. Początkowo chowano tu żołnierzy służących w armii Imperium Rosyjskiego, zmarłych w pobliskim lazarecie. Po wkroczeniu wojsk państw centralnych, cmentarz został przeorganizowany. Na przełomie 1917 i 1918 r. wzniesiono na jego terenie drewnianą kaplicę (kościół). Wewnątrz budynku znajdowały się trzy ołtarze oraz dwanaście tablic pamiątkowych, na których wypisane były imiona, nazwiska, stopnie wojskowe i daty śmierci poległych żołnierzy niemieckich i austriackich. Zbudowano też dwa pomniki – jeden upamiętniający żołnierzy armii rosyjskiej, drugi – niemieckiej i austriackiej. Żołnierzom wyznającym islam poświęcono drewniany nagrobek przypominający minaret, który zachował się, ale w 1964 r. został przekazany do Muzeum Okręgowego w Lublinie, a od 1972 r. znajduje się w Muzeum Wsi Lubelskiej. W 2024 r. ustawiono wykonaną w kamieniu kopię nagrobka muzułmańskiego.
W trakcie wojny polsko-bolszewickiej pochowano na terenie cmentarza żołnierzy Wojska Polskiego (wschodnia część nekropolii), a także Armii Czerwonej (część południowa). W okresie międzywojennym dokonywane były też pochówki żołnierzy polskiego wojska, niezwiązane z działaniami wojennymi. Ostatni okres użytkowania cmentarza przypada na lata II wojny światowej, gdy chowano poległych żołnierzy armii III Rzeszy.
Drewniana kaplica cmentarna spłonęła 6 kwietnia 1972 r. w wyniku zaprószenia ognia. Po pożarze zostały jedynie fundamenty budowli. W 1990 r. rzędy grobów ogrodzono krawężnikami. Jesienią 1997 r. ekshumowano większość ciał z grobów żołnierzy niemieckich, z okresu drugiej wojny światowej, przewożąc szczątki w inne miejsce. 15 sierpnia 2000 roku, w 80. rocznicę Bitwy Warszawskiej, odsłonięto pomnik, upamiętniający poległych żołnierzy polskich. W kolejnych latach dokonano prac remontowych, m.in. wykonano nowe ogrodzenie i wymieniono zniszczone krzyże. W 2014 r. cmentarz wojenny został wpisany do rejestru zabytków.
Według danych z lat 20. XX w. było pochowanych 1801 żołnierzy (1009 – armii rosyjskiej, 208 – austriackiej, 36 – niemieckiej, 548 – nieustalonej przynależności armijnej). W wyniku zaniedbania cmentarza w latach powojennych, większość mogił uległa zatarciu. Do 2017 r. zachowało się jedynie 191 nagrobków z ciałami 219 żołnierzy różnych państw, narodowości (56 – rosyjskiej, 53 – polskiej, 31 – austriackiej, 6 – niemieckiej) i religii.

## Galeria

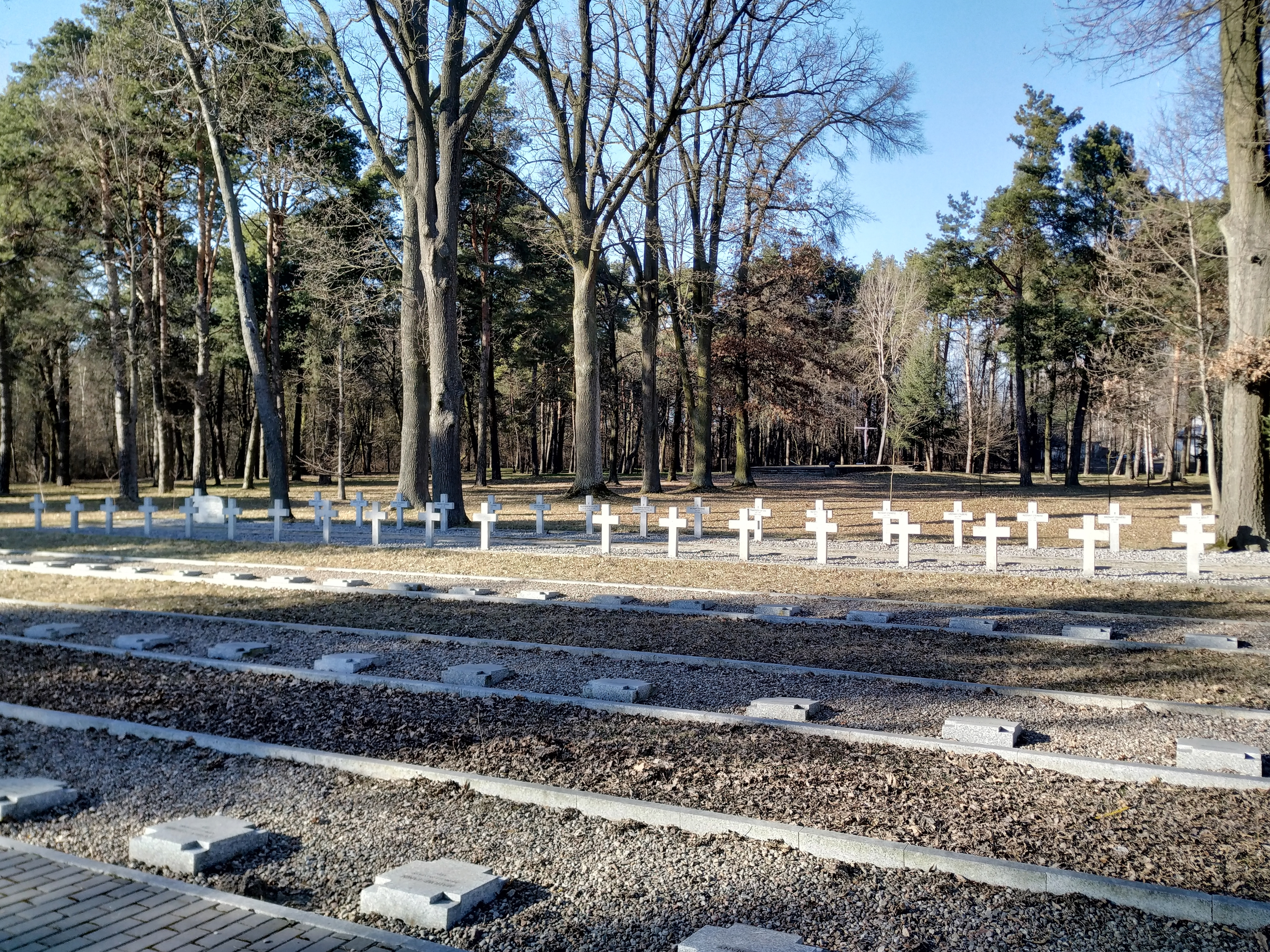
Kwatery na cmentarzu
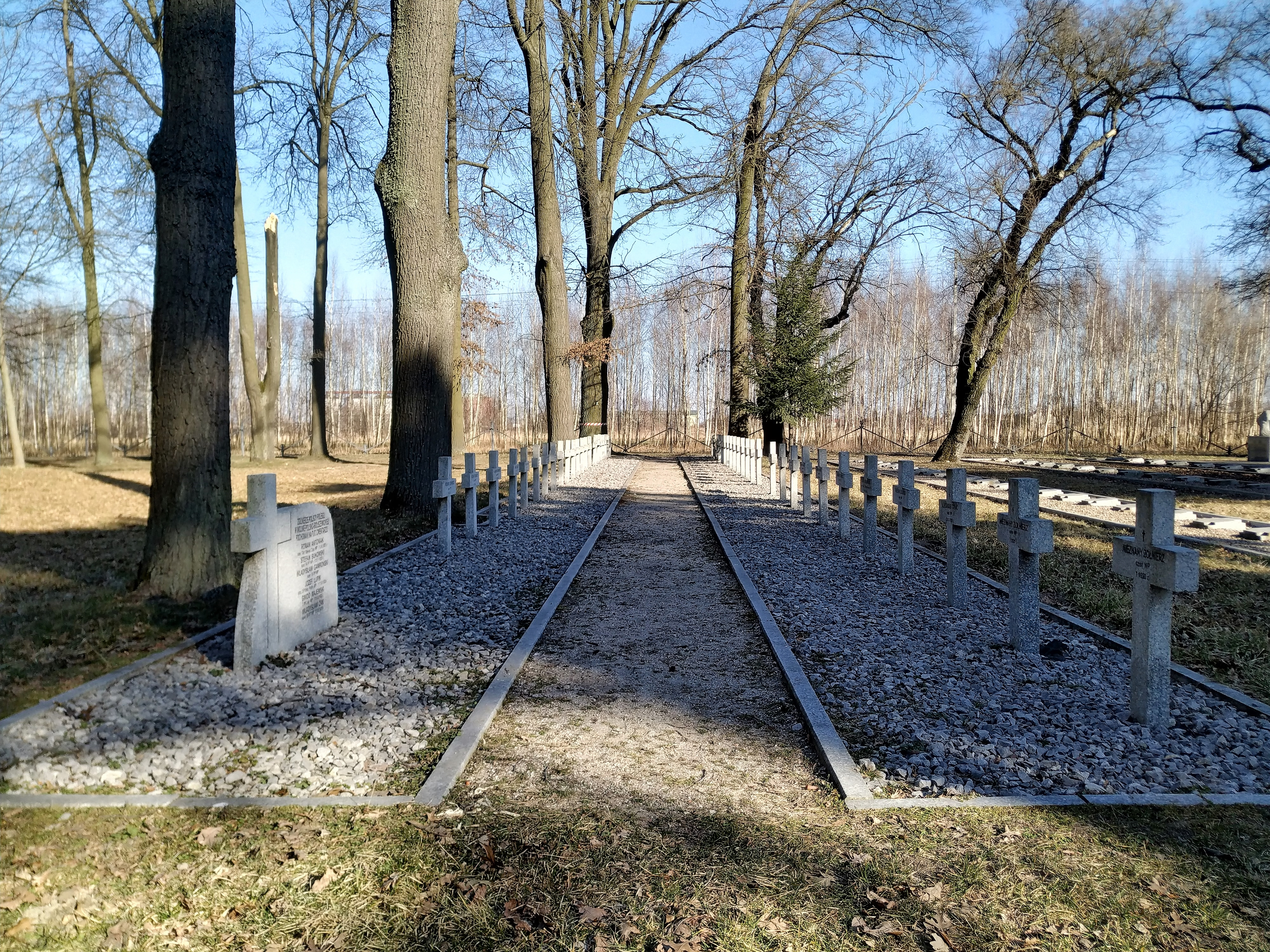
Kwatery na cmentarzu
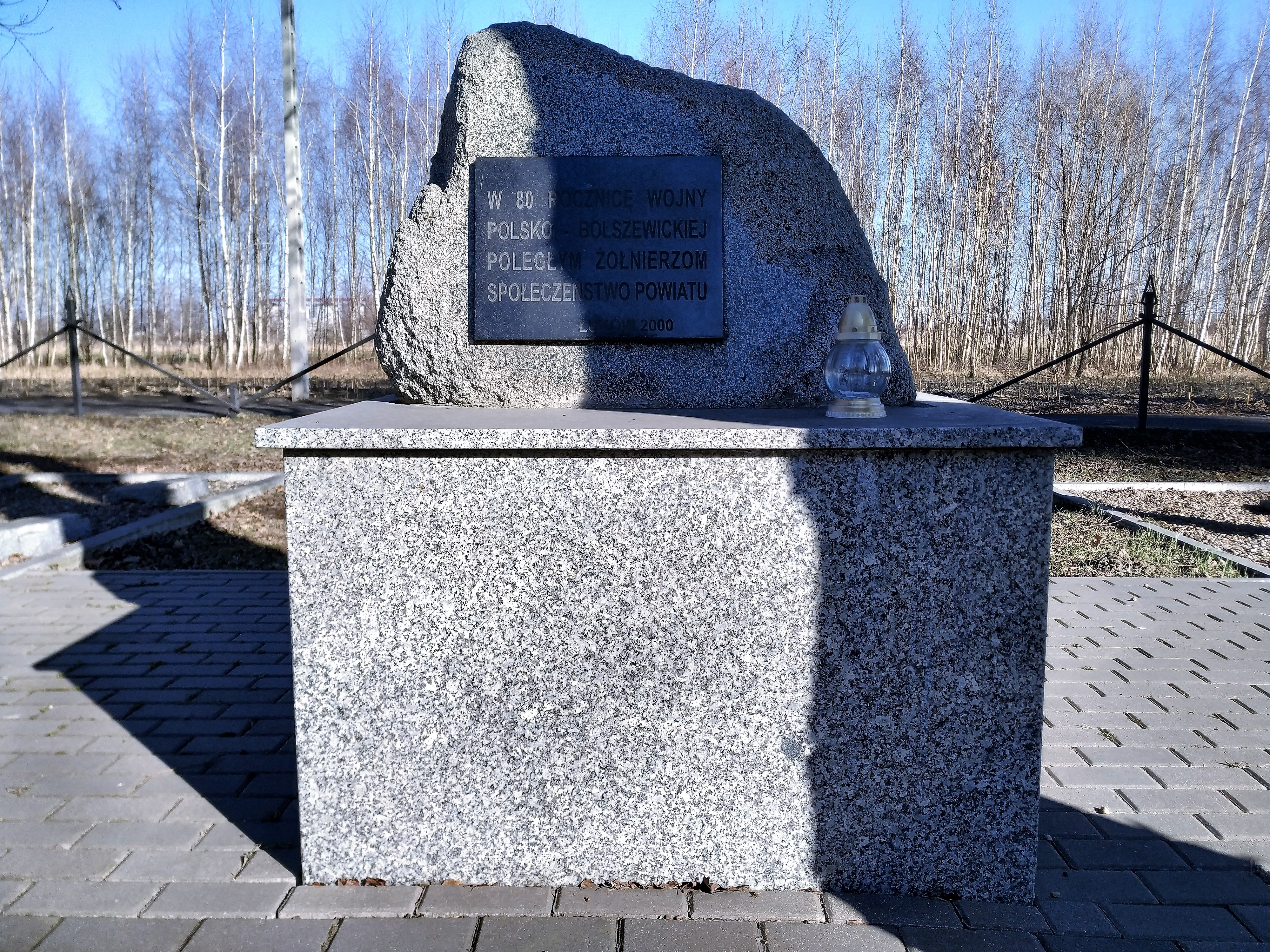
Pomnik upamiętniający 80. rocznicę wojny polsko-bolszewickiej
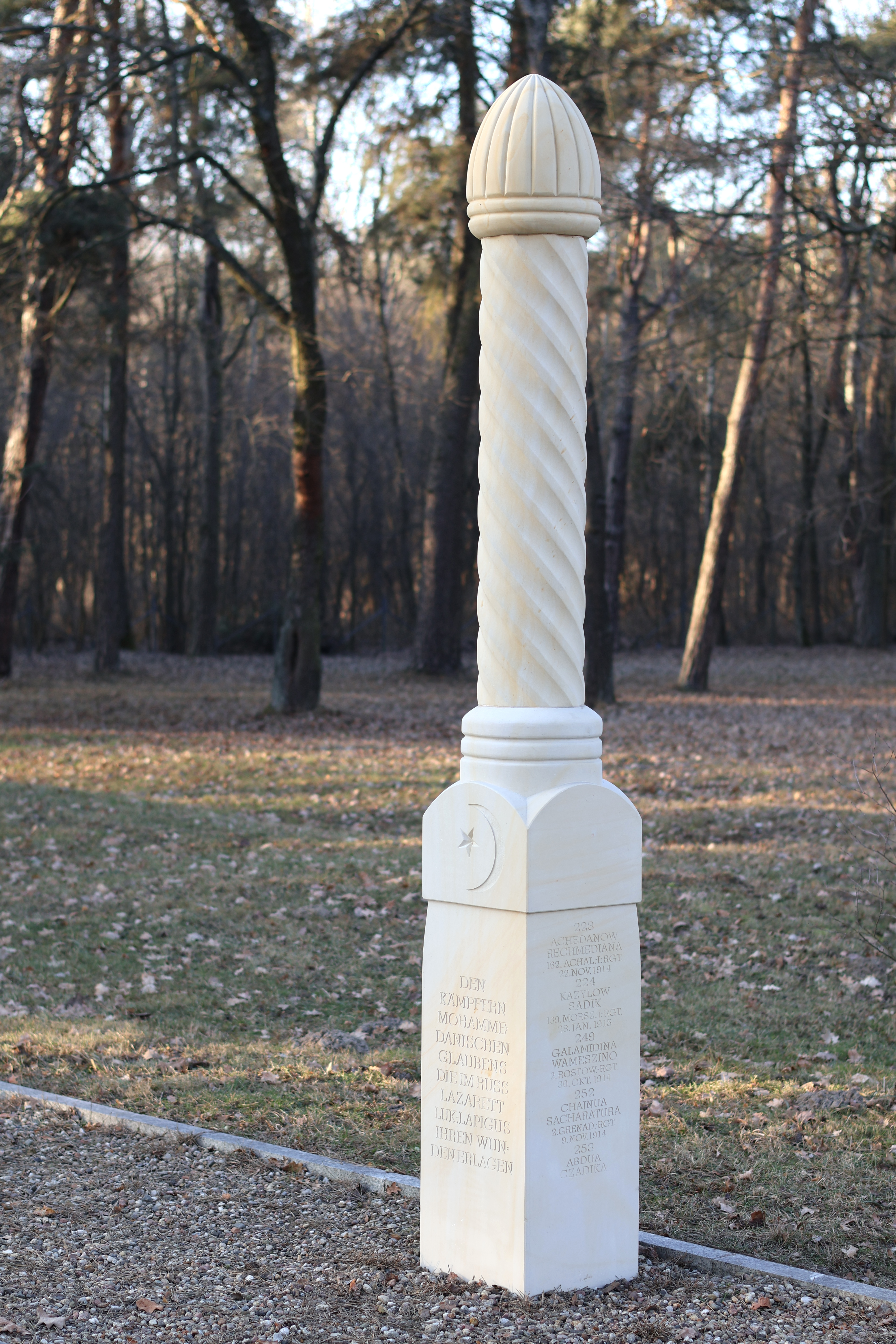
Nagrobek muzułmański
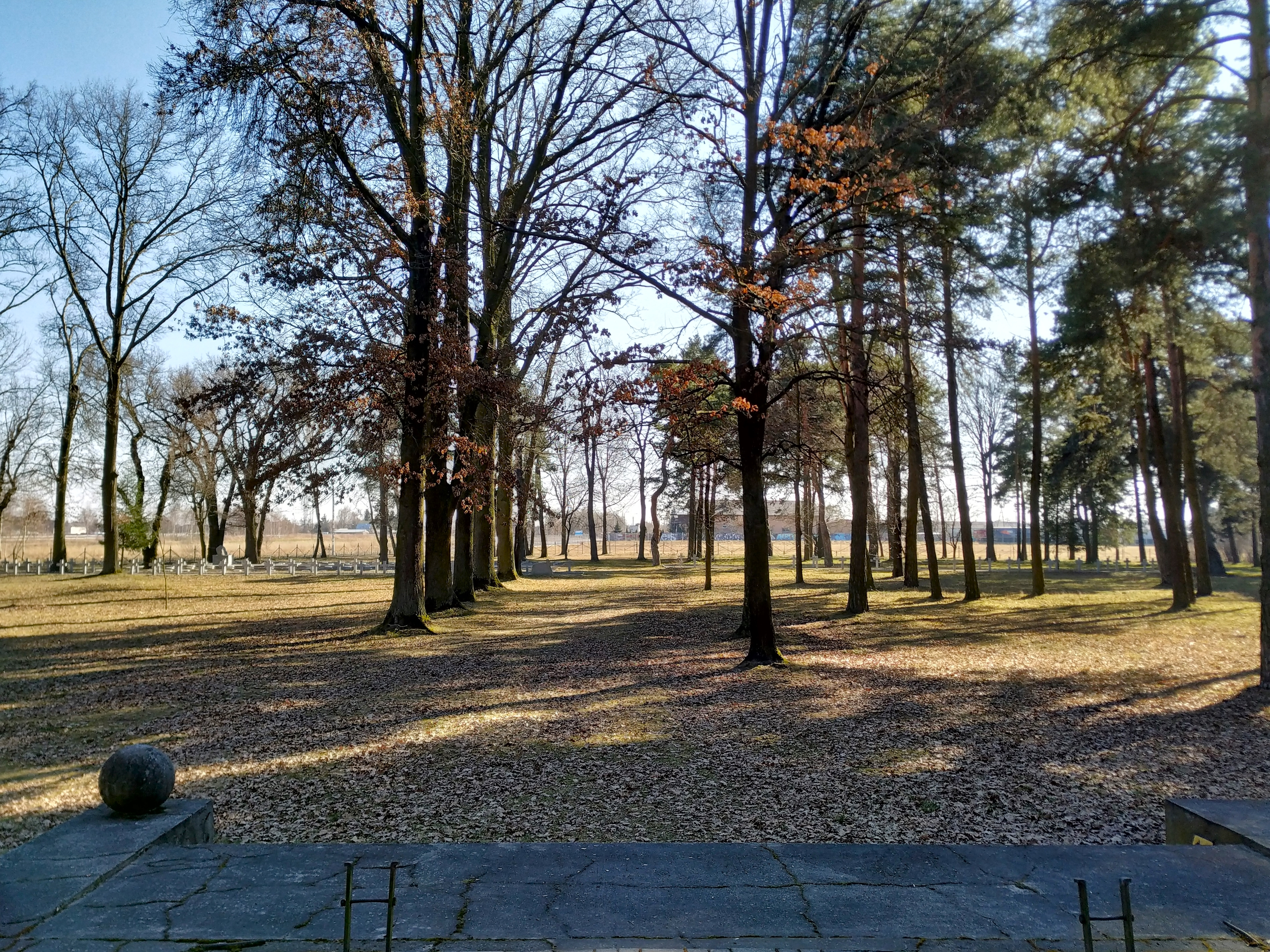
Widok w kierunku południowym
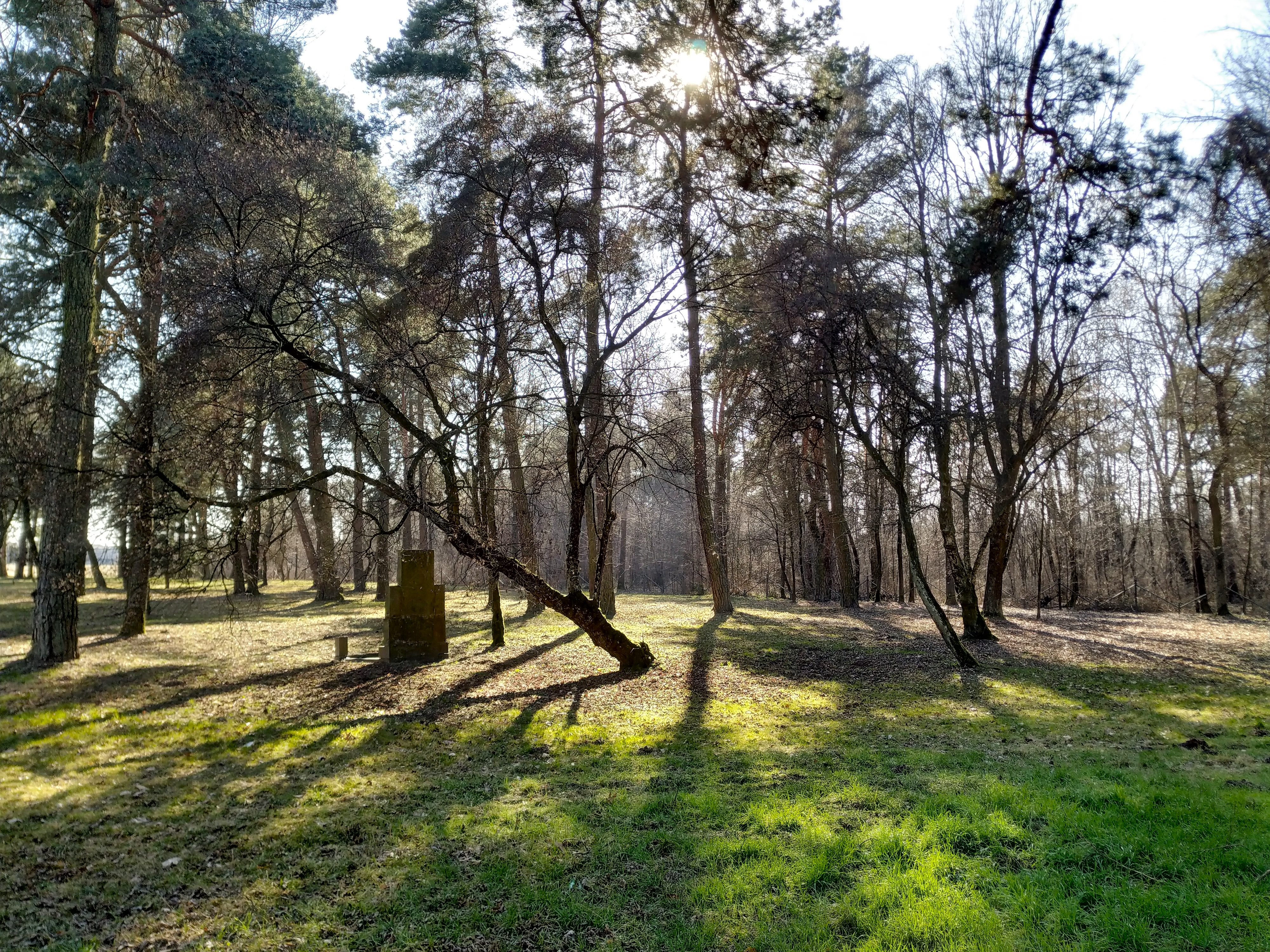
Zachodnia część cmentarza
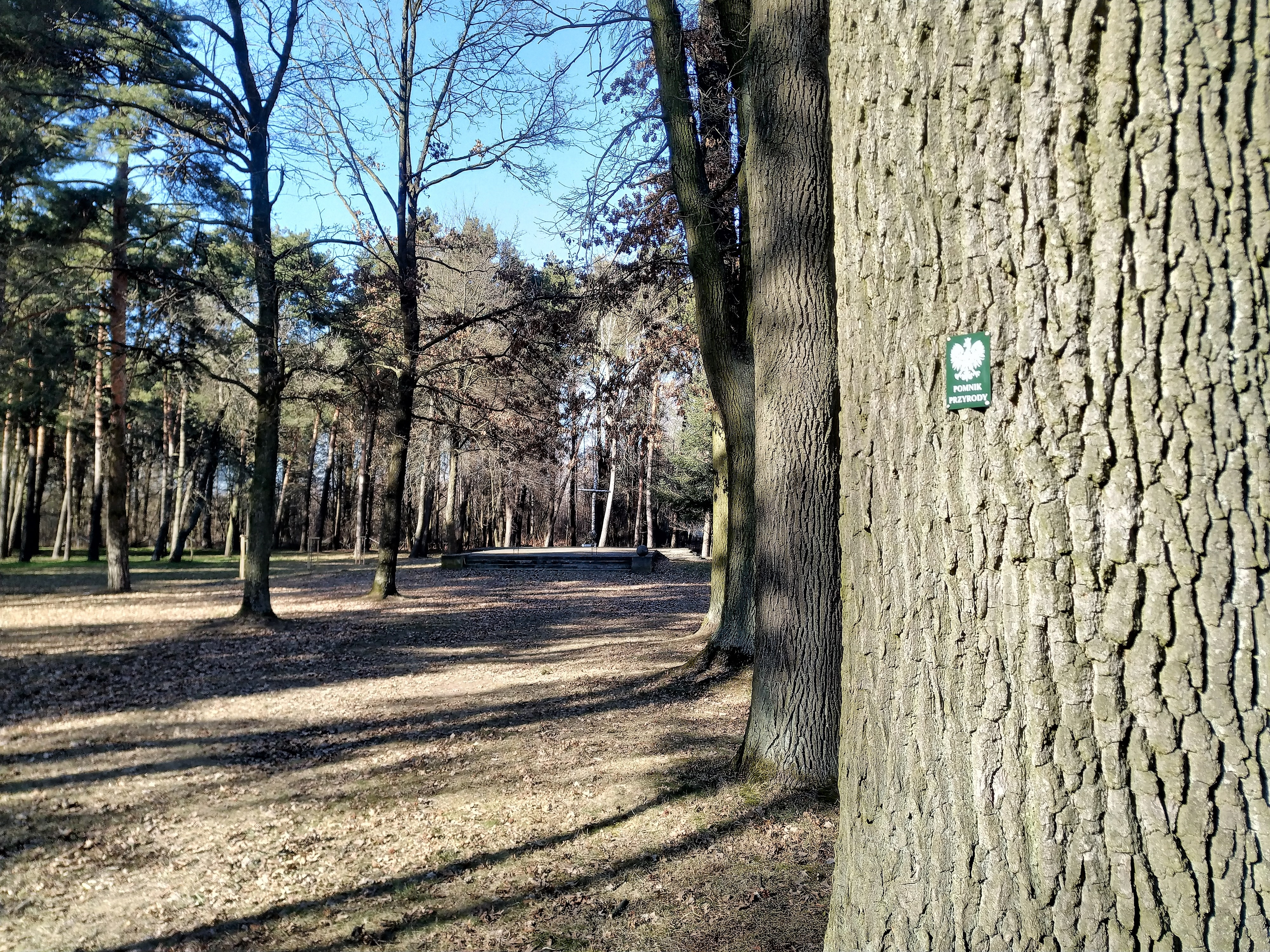
Po prawej stronie zdjęcia pień drzewa będącego pomnikiem przyrody, w tle fundamenty kaplicy cmentarnej
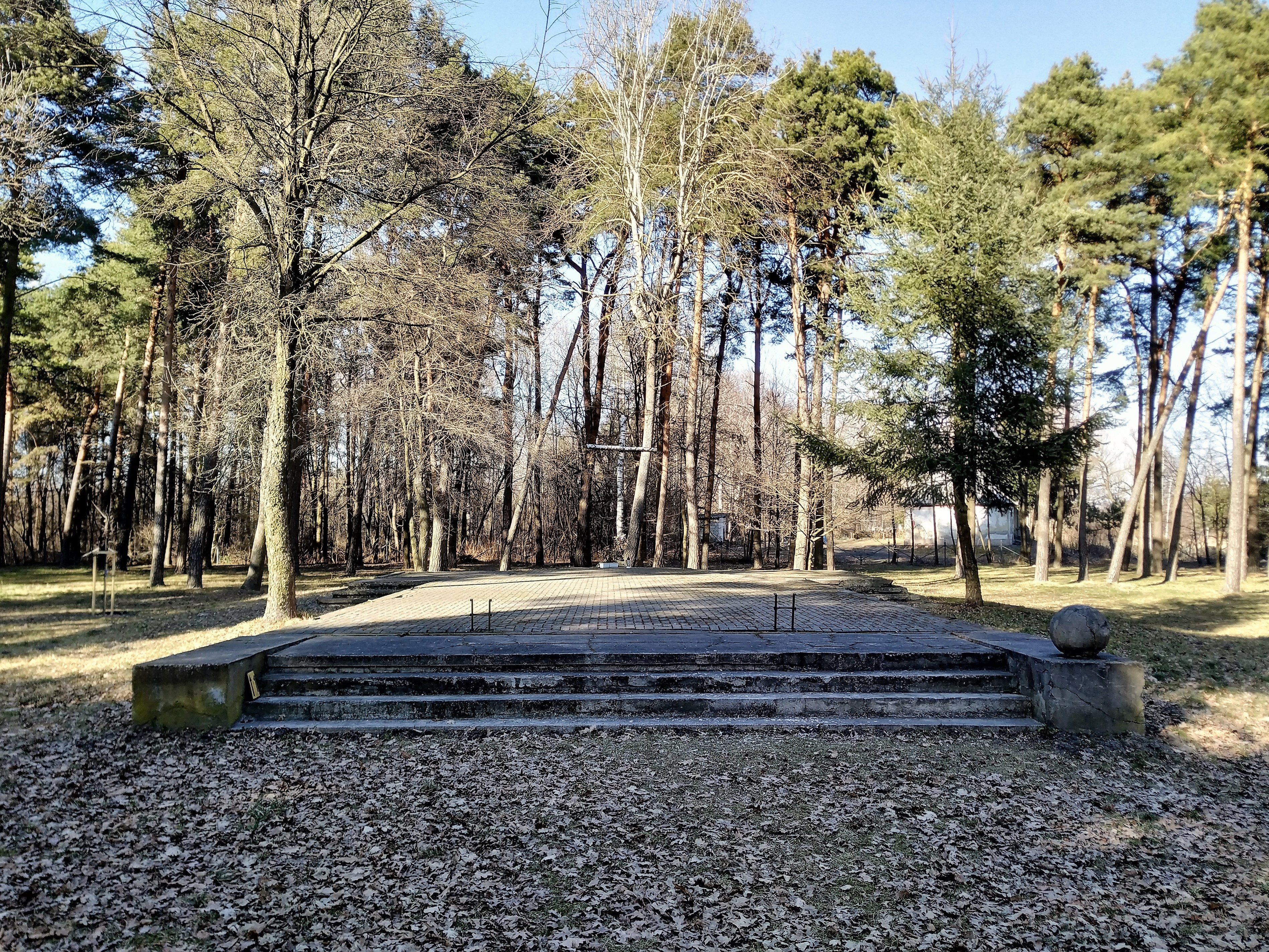
Fundamenty kaplicy cmentarnej
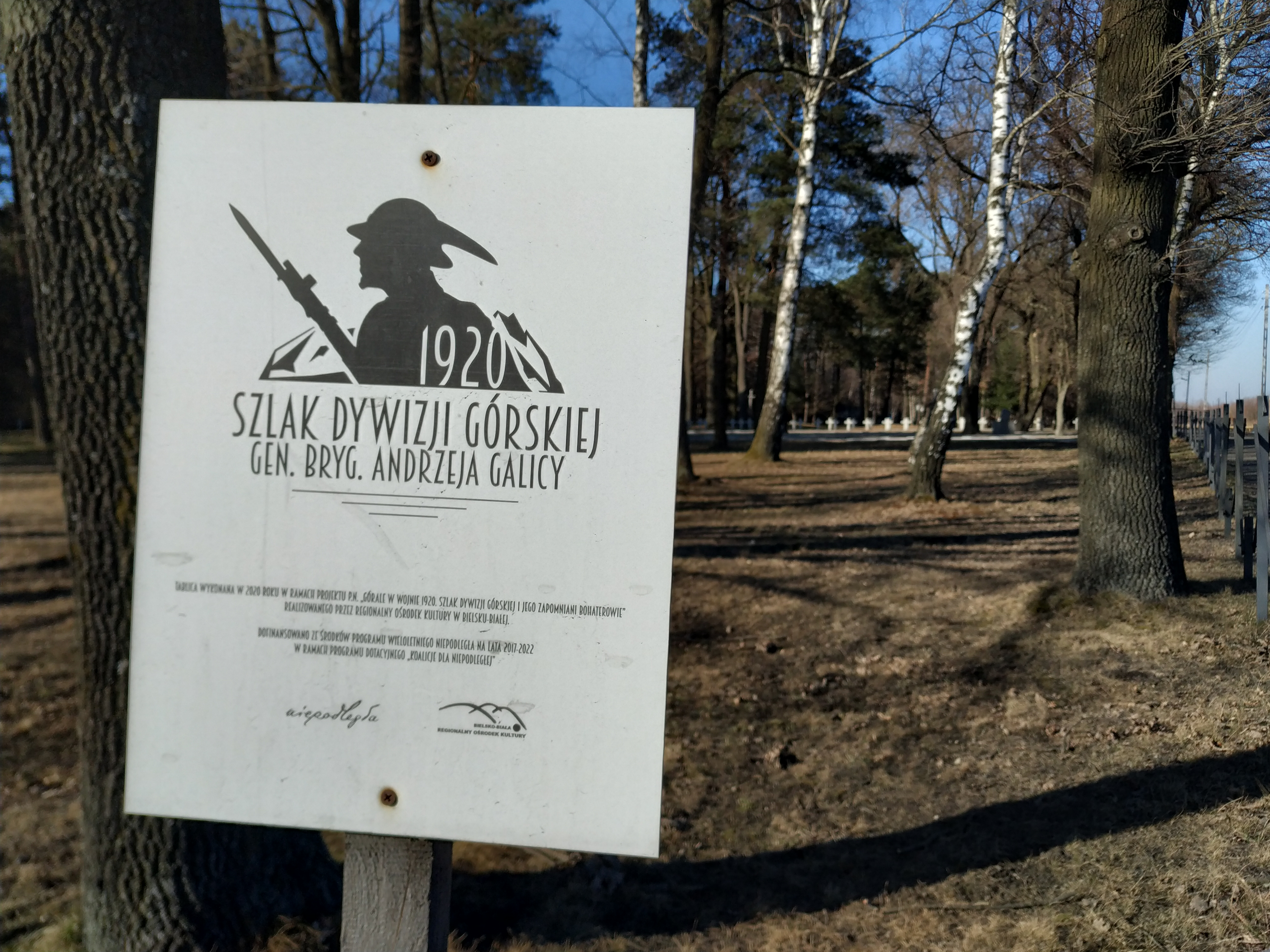
Tablica upamiętniająca 21 Dywizję Piechoty Górskiej gen. bryg. Andrzeja Galicy